# Carpino (fiume)
Il Carpino è un fiume della Provincia di Isernia. Attraversa i comuni di Carpinone, Isernia, e altri della stessa provincia per poi unirsi al Sordo nel fiume Cavaliere e diventare un affluente del Volturno.

## Storia
Esso probabilmente deve il suo nuovo nome alla valle in cui scorre, la "valle caprina"; fu infatti chiamato prima Caprimo e poi divenne Carpino. Il suo vecchio nome, Gianocanense, proviene dal dio pagano Giano e da canere, verbo latino che significa cantare. Nel libro Res Publica Aeserninorum si può leggere: